# 黄彦蓉
黄彦蓉（1955年11月—），女，汉族，山西夏县人，中华人民共和国政治人物。西南农学院（现并入西南大学）农机系农机化专业毕业，中共中央党校经济管理专业在职研究生学历。

## 生平
1974年8月参加工作，1982年1月加入中国共产党。历任成都市金牛区农业机械管理局局长、科委主任、副区长，四川省农业机械管理局副局长、局长，中共雅安地委副书记、行署专员，雅安市委副书记、市长等职。2002年2月，任中共四川省委常委，并出任四川省总工会主席。2003年9月当选中华全国总工会副主席、书记处书记，兼全国妇联副主席。2006年12月重回四川，任四川省人民政府副省长。2016年1月，辞去四川省人民政府副省长职务，当选四川省人大常委会副主任。